# Spodoptera nubes
Spodoptera nubes är en fjärilsart som beskrevs av Achille Guenée 1852. Spodoptera nubes ingår i släktet Spodoptera och familjen nattflyn. Inga underarter finns listade i Catalogue of Life.